# Tommy Andersson (fotbollsspelare född 1964)
Jan Tommy "Hacke" Andersson, född 30 januari 1964, död 16 november 2024, var en svensk fotbollsspelare.

## Karriär
Andersson kom till Halmstads BK 1987 från Tidaholms GoIF. Debuten skedde 1988, och först 1990 blev han ordinarie i mittförsvaret. Efter ett stort silver i Allsvenskan och klubbens första titel i Svenska cupen 1995, fick Andersson som lagkapten lyfta von Rosens pokal när Halmstads BK vann Allsvenskan 1997, och därmed bröt IFK Göteborgs fyra år långa segersvit. SM-guldet blev även Anderssons avslutning som spelare.
Han var senare verksam som styrelseledamot i Halmstad BK i flera omgångar.
Andersson avled 16 november 2024 efter en kort tids sjukdom.